# Afrothismia winkleri
Afrothismia winkleri är en enhjärtbladig växtart som först beskrevs av Adolf Engler, och fick sitt nu gällande namn av Rudolf Schlechter. Afrothismia winkleri ingår i släktet Afrothismia och familjen Burmanniaceae. IUCN kategoriserar arten globalt som akut hotad.

## Underarter
Arten delas in i följande underarter:
- A. w. budongensis
- A. w. winkleri